# 8,8-cm-Flak 41
Die 8,8-cm-Flak 41 war eine Flugabwehrkanone der Wehrmacht im Zweiten Weltkrieg.

## Entwicklung
Nach ersten Erfahrungen mit den eingeführten Geschützen im Kaliber 8,8 cm (Flak 18, Flak 36, Flak 37) befand man im Heereswaffenamt, dass es erforderlich war, das Konzept der 8,8-cm-Flak zu überarbeiten und ein völlig neues Geschütz dieses Kalibers zu entwickeln. Hierzu wurde die Firma Rheinmetall-Borsig in Düsseldorf bereits im Herbst 1939 beauftragt, bei der das Projekt die Bezeichnung „Gerät 37“ erhielt.
Die Anforderung war:
- Anfangsgeschwindigkeit von mindestens 1.000 m/s
- Geschossgewicht 9,4 kg
- Gesamtgewicht höchstens 8.000 kg
- Feuergeschwindigkeit ca. 25 Schuss/min

Nachdem das Projekt bis 1941 nicht wirklich vorangekommen war, wurde im Frühjahr auch die Firma Krupp beauftragt und das Gerät in 8,8-cm-Flak 41 umbenannt. Auch von Škoda ist bekannt, dass man an einem Entwurf gearbeitet hat.
Im Sommer 1941 wurde ein Prototyp des „Gerät 41 (Rh)“ von Rheinmetall-Borsig präsentiert. Während der Erprobung 1942 kam es zu Schwierigkeiten bei der Verwendung von Munition mit Stahlhülsen. Deshalb musste eine Patrone mit Messinghülse produziert werden. Eine Umkonstruktion des Rohrs löste das Problem. Die Entwicklung der „8,8-cm-Flak 42“ bei Krupp, wie das „Gerät 41 (Kp)“ seit dem 9. März 1942 offiziell genannt wurde, endeten im Februar 1943 endgültig. Bei der Umbenennung wurde das „Gerät 41 (Sk)“ gestrichen, da Škoda bereits nicht mehr am Projekt arbeitete.

## Produktion
Die 8,8-cm-Flak 41 wurde in deutlich geringeren Stückzahlen gefertigt als die früheren Versionen, zumal sie aufwändig zu fertigen war. Hersteller der Flak waren Rheinmetall-Borsig in Düsseldorf und Škoda in Dubnica nad Váhom (Dubnitz an der Waag). Nach den Abnahmedaten begann die Serienfertigung im Oktober 1942 mit 20 und wurde bis Kriegsende in einem Gesamtumfang von 532 Stück weitergeführt. Bis Mai 1944 scheint die geplante Produktion bei 12 Stück/Monat gelegen zu haben, danach steigen die monatlichen Zahlen und im Dezember 1944 wurden sogar 53 Stück gefertigt. Der höchste Bestand in der Wehrmacht wurde im Januar 1945 mit 318 Stück erreicht.
Für die Mobilisierung der 8,8-cm-Flak 41 wurde der Sonderanhänger 202 (Sd.Ah. 202) gefertigt. Mit diesem Anhänger war auf guten Straßen eine Geschwindigkeit von 40 km/h zulässig. Der Sonderanhänger konnte auf guter Fahrbahn und kurzen Strecken beladen und unbeladen im Mannschaftszug bewegt werden. Regulär wurde er von einem schweren Zugkraftwagen 12 t (Sd.Kfz. 8) gezogen.

## Geschichte
Die 8,8-cm-Flak 41 war eine völlige Neuentwicklung, die geschaffen wurde, um mit den immer größeren Flughöhen der gegnerischen Flugzeuge, wie beispielsweise am Mitteldeutschen Flakgürtel, Schritt halten zu können. Sie hatte zwar das gleiche Kaliber ihrer Vorgänger wie die 8,8-cm-Flak 18/36/37, verwendete jedoch eine andere Munition als die früheren Modelle. Sie hatte ein längeres Rohr (6,293 m statt 4,930 m = 27,6 % länger), eine andere Lafette, wog etwa 8 t (statt 5) und hatte eine elektrische Zünderstellmaschine.
Ein einzelnes Geschütz wurde zur Erprobung auf das Sonderfahrgestell Pz.Sfl. IVc gesetzt.
In der Leistung war die 8,8-cm-Flak 41 der 8,8-cm-Flak 18, 36 und 37 überlegen: Sie erreichte
- größere Schusshöhen (14.700 m statt 10.600 m) und -weiten (19.800 m statt 14.860 m)
- höhere Feuergeschwindigkeiten (22 bis 25 Schuss pro Minute statt 15 bis 20).
- eine höhere Mündungsgeschwindigkeit: 1000 m/s (statt 820 m/s) mit Sprenggranaten; 980 m/s (statt 795 m/s) mit Panzergranaten.

Sie war aber auch deutlich komplizierter instand zu halten. Probleme bereiteten beispielsweise immer wieder sich verklemmende Geschosshülsen.
Abhängig von der Munition kamen verschiedene Rohre zum Einsatz: zunächst fünfteilige (bei Messinghülsen), später vierteilige (bei vergüteten Stahlhülsen) und einteilige Rohre (bei unvergüteten Stahlhülsen).

## Munition
Die 8,8-cm-Flak 41 konnte 9,4 kg schwere Sprenggranaten, 10 kg schwere Panzergranaten 39 oder 7,5 Kilogramm schwere Panzergranaten 40 bis zu 14.700 m hoch schießen. Die Lebensdauer eines Rohres betrug ungefähr 1500 Schuss.

## Zieleinrichtung

### Erdkampf
Die Flak 41 wurde – entgegen der ursprünglichen Planung – wegen ihrer hohen Durchschlagleistung überwiegend im Erdkampf eingesetzt. Die ersten Geräte wurden auf persönliche Anweisung Hitlers sofort zur Entlastung der Nordafrikafront geschickt. Die Hälfte ging aber schon beim Übersetzen nach Nordafrika verloren. Im Erdkampf (vorwiegend gegen Panzer auf 600 bis 1500 m Entfernung) visierte der Richtkanonier „K2“ an der Seitenrichtmaschine durch einen schmalen Sehschlitz in der Geschützblende mit dem „Flakzielfernrohr 20“ zum Ziel. Dieser Wert wurde elektrisch zum Seitenrichtgeber übertragen, das Geschütz wurde jedoch manuell mit Doppelhandrädern bis zur Lageüberdeckung gekurbelt. Ein zweiter Mann („E-Meßmann“) mit dem Entfernungsmessgerät („E-Meßgerät Basis 1 m“) ermittelte die Entfernung zum Ziel. Dieser Wert wurde vom Kanonier „K1“ an der Höhenrichtmaschine für die Rohrerhöhung verwendet. Auf Freigabe bei Zieldeckung oder Kommando des Geschützführers („G.F.“) löste der Schütze „K2“ den Schuss mit dem Pedal aus.

### Flugabwehr

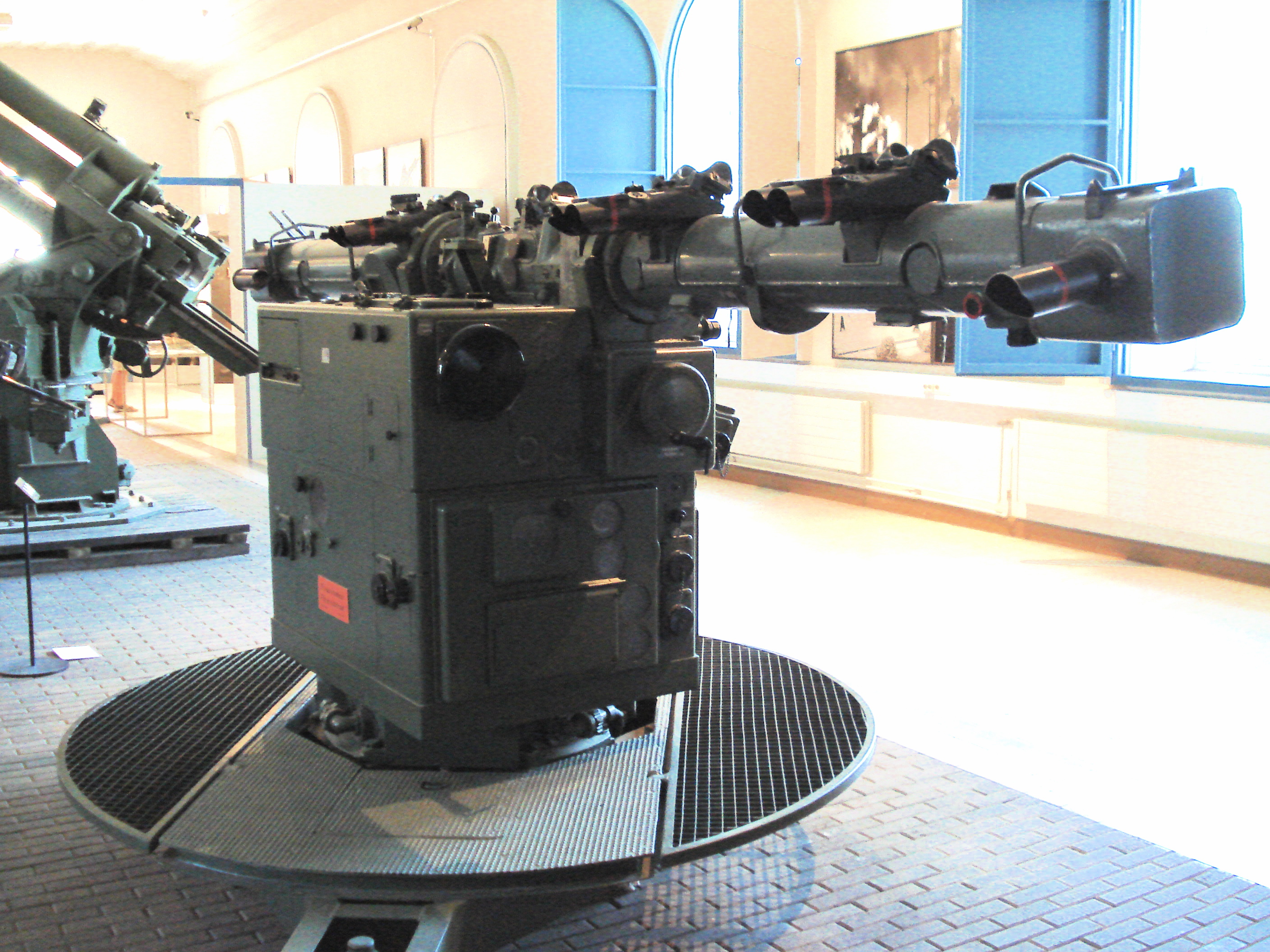
Ein Kommandogerät 40 (ähnlich dem Kdo.Ger.41) mit aufgesetztem 4-m-Entfernungsmessgerät zur optischen Zielerfassung und Vorhaltepunktberechnung

Aufgrund der großen Entfernung zum Ziel sowie dessen hoher Geschwindigkeit in Verbindung mit ständigen Kurs- und Höhenänderungen war das direkte Zielen ausgeschlossen.
- Bei Tag wurde mittels des Raumbildentfernungsmessers (Em4mR) auf Basis 4 m das Ziel optisch erfasst und verfolgt. Diese Werte wurden in den Kommandorechner automatisch („Kommandogerät 41“) eingegeben. Dieses errechnete für den gemessenen Punkt „M“ des anvisierten Flugzeuges gemäß der „Flakschießlehre“ mittels Integralgleichungen und zur Ballistik des Geschützes passenden Kurvenscheiben die Vorhaltewerte für den Zielpunkt „T“. Diese Werte wurden elektrisch mit einem 108-adrigen Kabel auf einen Verteilerkasten in der Geschützstellung übertragen. Von da aus wurden die Werte sternförmig an die vier Geschütze der Flak-Batterie an die jeweils vorhandenen Seitenrichtgeräte, Höhenrichtgeräte und Zünderstellgeräte übermittelt. Die Kanoniere kurbelten die Geschütze von Hand bis zur Überdeckung mit dem elektrischen Kommandogeber. Es wurden immer vier Geschütze (oder kaskadierend 8, 12, 16) synchron auf ein einzelnes eingemessenes Flugzeug gerichtet. Das Kommandogerät war aus Sicherheitsgründen meist 500 bis 600 m von der Geschützstellung entfernt.[4]
- Bei Bewölkung oder bei Nacht wurden Höhe, Richtung und Geschwindigkeit von Funkmessgeräten (FuMG „Würzburg“) anfangs fernmündlich zum Kommandogerät, später durch das Umwertegerät „Malsi“ automatisch und somit elektrisch an das Kdo.Ger.41 übertragen. Die Ausrichtung der Geschütze erfolgte wie oben beschrieben.[4]

## Technische Daten
| Kenngrößen                             | Daten                                          |
| -------------------------------------- | ---------------------------------------------- |
| Länge in Feuerstellung                 | 9658 mm                                        |
| Breite                                 | 2400 mm                                        |
| Höhe                                   | 2360 mm                                        |
| Rohrlänge                              | 6548 mm (L/74,4)                               |
| Kaliber                                | 88 mm                                          |
| Masse in Feuerstellung                 | 8000 kg                                        |
| Masse in Transportstellung             | 11.200 kg (inkl. Sd.Anh. 202 und Schutzschild) |
| Rohrerhöhung                           | −3° bis +90°                                   |
| Schwenkbereich                         | 360° (durch Schleifkontakte unbegrenzt)        |
| Mündungsgeschwindigkeit                | 1000 m/s (Sprenggranate)                       |
|                                        | 980 m/s (Panzergranate)                        |
| Geschossmasse                          | ca. 9,4 kg                                     |
| Max. Schussweite                       | 19.800 m                                       |
| Maximale Schusshöhe                    | 14.700 m                                       |
| Durchschlagleistung (Panzergranate 40) |                                                |
| auf 100 m                              | 237 mm                                         |
| auf 1000 m                             | 192 mm                                         |
| auf 2000 m                             | 127 mm                                         |
| prakt. Feuergeschwindigkeit            | 20–25 Schuss/min.                              |
| Lebensdauer d. Rohres                  | ca. 1500 Schuss:155                            |

## Ballistische Daten
| Entfernung in m | Flugzeit (s) | Gipfelhöhe (m) | Streuung Breite (m) | Streuung Höhe (m) | Geschwindigkeit (m/s) |
| --------------- | ------------ | -------------- | ------------------- | ----------------- | --------------------- |
| 0               | 0            | 0              | 0                   | 0                 | 980 (Vo)              |
| 100             | 0,1          | 0              | 0,1                 | 0                 | 970                   |
| 1.000           | 1,06         | 1              | 0,5                 | 0,4               | 883                   |
| 1.500           | 1,64         | 3              | 0,8                 | 0,7               | 836                   |
| 2.000           | 2,26         | 6              | 1,0                 | 1,0               | 790                   |
| 3.000           | 3,60         | 16             | 1,6                 | 1,7               | 704                   |
| 4.000           | 5,13         | 33             | 2,2                 | 2,7               | 623                   |
| 5.000           | 6,86         | 58             | 2,8                 | 4,0               | 548                   |
| 6.000           | 8,80         | 96             | 3,4                 | 5,8               | 481                   |
| 7.000           | 11,04        | 150            | 4,1                 | 8,4               | 418                   |
| 8.000           | 13,63        | 230            | 4,9                 | 12                | 366                   |
| 9.000           | 16,54        | 340            | 5,9                 | 16                | 327                   |
| 10.000          | 19,82        | 510            | 6,9                 | 22                | 300                   |
| 11.000          | 23,49        | 730            | 8,2                 | 28                | 284                   |
| 12.000          | 27,47        | 1.000          | 9,6                 | 36                | 275                   |
| 13.000          | 31,66        | 1.350          | 11                  | 44                | 271                   |
| 14.000          | 36,06        | 1.760          | 13                  | 54                | 270                   |
| 15.000          | 40,84        | 2.250          | 15                  | 75                | 271                   |
| 16.000          | 46,12        | 2.860          | 17                  | 86                | 275                   |
| 17.000          | 52,05        | 3.640          | 20                  | 112               | 283                   |
| 18.000          | 58,68        | 4.690          | 23                  | 150               | 293                   |
| 19.000          | 67,50        | 6.030          | 27                  | 216               | 305                   |
| 19.500          | 76,95        | 7.640          | 32                  | 313               | 314                   |

Anmerkung:
- Eine V0 gemessen am Rohr von 980 m/s entspricht 3528 km/h
- Die größte Schussweite von 19.500 m wurde mit einer Rohrerhöhung von 45 Grad erreicht.
- Diese Tafel gilt für Panzergranaten 39 und 40 im Erdkampfeinsatz.
- Bei Flugabwehr wurden die leichteren Granaten mit 9,4 kg verwendet.
- Diese Flugabwehrgranaten erreichten eine Vo von 1000 m/s. (Umgerechnet: 3600 km/h)
- Die größte Höhe von 10.600 m bei 85° Rohrerhöhung der „8,8/Flak 18“ wurde von der „Flak 41“ mit 14.700 m deutlich übertroffen.
- Die ballistischen Leistungen der „Flak 41“ mit Flakgranaten waren in etwa gleich wie bei der größeren 10,5-cm- und 12,8-cm-Flak.[6]